# Ниси Токудзиро
Токудзиро Ниси (яп. 西徳二郎 Ниси Токудзиро, 4 сентября 1847, Кагосима — 13 марта 1912) — японский государственный деятель,  министр иностранных дел Японии (1897—1898).

## Биография
Родился в Кагосиме. Прошел обучение в местном институте, откуда поступил в сёгунскую академию; некоторое время состоял в качестве штаб-офицера при императорской армии, затем был отправлен в Россию для изучения русского языка.
В Санкт-Петербургском университете Ниси прослушал юридический курс. В октябре 1874 года по представлению профессора В. П. Васильева Ниси было поручено преподавание японского языка и китайской каллиграфии на факультете восточных языков. В 1876 году вместе с японской миссией Ниси уехал в Париж.
Вскоре он явился в Петербург поверенным в делах, а затем был вызван в Японию. По дороге в Японию он посетил Западный и Восточный Туркестан, Илийский край, Сибирь, Монголию и Китай. В Японию он приехал в 1882 году и получил должность чиновника для особых поручении при генеральном штабе в Токио.
В 1885 году издал книгу в двух томах «Путешествие по центральной Азии». Для её составления Ниси пользовался китайскими, русскими и западноевропейскими источниками. Ниси находился в свите принца Арисугава при коронации Александра III, а после возвращения в Японию получил должность великого секретаря при Дайзио-Куан[неизвестный термин].
В 1887 году он снова явился в Петербург в качестве полномочного посланника при Российском дворе. В 1896 году Ниси получил Орден восходящего Солнца и титул барона.

## Семья
Сын — Ниси Такэити.